# Emmanuel bar Shahharé
 (janvier 2019).
Emmanuel bar Shahharé est un écrivain théologien de langue syriaque, appartenant à l'Église d'Orient, actif dans la seconde moitié du Xe siècle.
Il était écolâtre du monastère appelé Dayra 'Ellaita (« Monastère Supérieur »), fondé au VIIe siècle par Mar Gabriel de Kashkar à l'endroit le plus élevé de Mossoul, au-dessus du Tigre, et qui fut longtemps l'un des monastères les plus prestigieux de l'Église d'Orient. On sait qu'il était présent à la consécration du catholicos 'Abdisho' (Ébedjésus) Ier en 963. Selon Gabriel Cardahi, il mourut en 980.
Il a surtout laissé un volumineux ouvrage de poésie didactique, un commentaire sur l'Hexaéméron (le premier chapitre de la Genèse, consacré à la création du monde en six jours). Il est constitué de vingt-huit discours en vers (mēmré d-mušḥātā), certains en heptasyllabes, d'autres en dodécasyllabes. Dans un manuscrit de la British Library (Ms. Orient. 1300), il est indiqué que cette série représente seulement le quatrième livre d'un ensemble. Dans un manuscrit du Vatican (Vat. syr. 182), il y a un vingt-neuvième discours Sur le baptême.
Il avait un frère nommé 'Abdisho' bar Shahharé qui a également laissé de la poésie religieuse en syriaque.